# Джон Карпентер (спортсмен)
Джон Кондікт Карпентер (англ. John Condict Carpenter; 7 грудня 1884 — 4 червня 1933)  — американський спринтер. Він брав участь у Літніх Олімпійських іграх 1908 року в Лондоні, спричинивши одну з найбільших суперечок Ігор 1908 року.

## Раннє життя
Джон Карпентер народився у Вашингтоні, округ Колумбія, у 1884 році. Він був найстаршою дитиною відомого письменника-мандрівника Френка Г. Карпентера та Джоанни Карпентер (уродженої Кондікт), а також брат майбутньої письменниці та фольклористки Френсіс Карпентер. Джон Карпентер багато подорожував у компанії своєї родини протягом усього свого дитинства, перш ніж вступити до Корнелльського університету, який він закінчив у 1907 році. Джон Карпентер посів третє місце в університетському національному чемпіонаті з легкої атлетики 1908 року на 440 ярдів, виступаючи за команду Корнеллу.

## Участь в Олімпійських іграх у Лондоні 1908 року

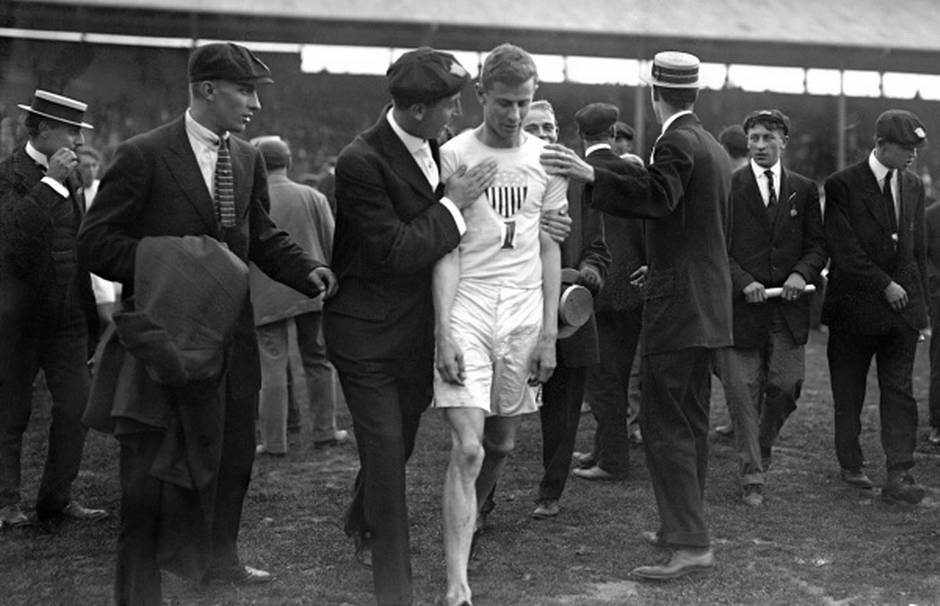
Карпентер дізнався про свою дискваліфікацію, Олімпійські ігри 1908 року

Джон пройшов до фіналу чоловічого бігу на 400 метрів на літніх Олімпійських іграх 1908 року після перемоги у попередньому забігу з часом 49,8 секунди та у півфіналі за 49,4 секунди. У першому забігу фіналу Карпентер прийшов першим із чотирьох бігунів, показавши час 47,8 секунди. Однак суддя Роско Баджер вирішив, що Карпентер навмисно втручався в біг британського бігуна Віндема Галсвелла. Хоча за американськими правилами маневр, що перешкоджає конкуренту, тоді був дозволеним, олімпійські змагання проводилися за британськими правилами, які його не дозволяли. Карпентер був дискваліфікований і забіг було наказано повторити без нього. Його співвітчизники, Джон Тейлор і Вільям Роббінс, протестували проти рішення, бойкотувавши другий фінал, залишивши Галсвелла безальтернативно здобути золоту медаль у єдиній технічній перемозі з бігу в сучасній олімпійській історії.

## Спадок і смерть
Спірний забіг зіграв важливу роль у формуванні Міжнародної аматорської легкоатлетичної федерації перед наступною Олімпіадою, яка прагнула стандартизувати правила, за якими змагатимуться у різних видах спорту в усьому світі. З того часу, судді змагань більше не надавалися приймаючою країною, а виділялися з міжнародного пулу. Що стосується спринту на 400 метрів, після 1908 року були введені доріжки, щоб зменшити випадки перешкод конкурентам.
Після 1908 року Джон Карпентер залишив участь у змаганнях і став патентним повіреним та інвестиційним брокером у Чикаго. Він одружився з Лаурою Хелен Елліотт і мав трьох дітей: Френка Джорджа Карпентера, Меріон Френсіс Карпентер і Джона Елліота Карпентера. У 1933 році його збив потяг.